# 田付景澄
田付 景澄（たつけ かげすみ）は、安土桃山時代から江戸時代初期にかけての武士・砲術師。田付流の祖。当時、田付景澄、稲富流の稲富祐直、安見元勝を鉄砲の3名人と称した。子孫は代々四郎兵衛を名乗り、井上正継を祖とする外記流の井上家と共に幕末まで鉄砲方を勤めた。

## 出自
田付氏は近江国神崎郡田付村に住し、その土地の名から田付を称した。戦国時代の田付氏は、南近江に勢力を誇った守護大名・六角氏に属する国人として、田付城・三ツ屋城主であった。

## 生涯
弘治2年（1556年）、田付景定(美作守)の子として誕生。祖父は田付景廣(美作守)。
永禄11年（1568年）9月、父・景定が織田信長のために田付において生害し、摂津国三田へ移り住む。『徳川幕臣人名辞典』には、父・景定は織田信長の家臣とある。
慶長10年（1605年）、景澄の三男・正景が10歳で近江膳所藩2代藩主・戸田氏鉄の家臣となる。慶長13年（1608年）、伝書「求中集」を著す。同年12月30日、土井利勝が小見川藩主の時、下総国香取郡において采地500石を給う。慶長18年（1613年）12月29日、銃技妙手として、徳川家康に召し抱えられる。
慶長19年（1614年）12月18日、大坂冬の陣において、片桐且元の下知により景澄が放ったカルバリン砲が大坂城の天守閣の二重目の柱に当り、和議への機運が高まった。大坂夏の陣においては、土井利勝に属し、首一級を得る。安藤重信の下知により、備前島より大筒を放つ。
大坂の陣後は、江戸の小石川とび坂に屋敷を構え、砲術の師範として仕える。

## 子孫

### 長男（兵庫助・四郎兵衛家）
田付兵庫助景治（かげはる）が家督を継ぐ。景治の後は景澄の弟・新兵衛の四男・圓方（景利）を養子に迎え、代々「四郎兵衛」を名乗る。幕末まで鉄砲方及び火付盗賊改方を務める。
又、四郎兵衛家の分家として「又四郎」の系統があり、とげぬき地蔵の通称で知られる巣鴨の高岩寺に「御影」の元と版木を納めた田付又四郎景厖（かげあつ）がいる。景厖は御書院番を経て、佐渡奉行(1739年-1742年)、長崎奉行(1742年-1746年)の役に就き、後に御番頭組頭の役に就いている。

### 二男（福島屋・新助家）
新助(景豊)は14歳で武士の身分を捨て、近江商人の両浜組の屋号「福島屋」として松前藩・蝦夷地に進出した。田付新助家の初代である。

### 三男（左太夫家）
田付左大夫正景（まさかげ）は10歳で膳所藩の戸田氏鉄に召し抱えられ、代々「左太夫」を名乗る。戸田氏鉄が大垣藩へ移封されてからは同藩砲術師範として仕えた。島原の乱では藩主・氏鉄に従軍した。二男・新助(景豊)が武士の身分を捨てたので、正景を次男とする書もある。
幕末の子孫、田付景賢は安政5年、21歳で家督を継ぎ、大垣藩砲術師範を命ぜられる。戊辰戦争の軍事奉行補佐として東山道先鋒隊に従軍し、後に軍事奉行を命ぜられる。景賢の養嗣子に外交官でブラジル大使の田付七太。七太の子に外交官の田付辰子、デンマーク大使・外務大臣官房長の田付景一（妻は伊藤博文の曽孫の田付美代子）がいる。

### その他
- 脇坂安治の母に田付景治の妹とあるが、田付景澄と脇坂安治がほぼ同年代であるため、田付景澄の長男である田付景治とは同族の別人と考えられる[8]。
- 景澄の弟に新兵衛某がおり、福島正則の家臣となり、後に土井利勝に仕える人物がいる[8]。
- 文亀3年(1503年)まで田付城の城主は田付重房であった。その子・安重は日野音羽城主・蒲生賢秀に仕えた[6]。
- 蒲生氏郷の家臣で「田付理介」という人物がいた[19]。